# Джек (собака)
Джек (пёс—разведчик) — участник Великой Отечественной войны.
Джек со своим проводником Новеллой Хайбулловичем Кисагуловым, который был в звании ефрейтора, прошли всю войну.
Вместе они 12 раз выходили в тыл немцев. На их счету более 20 захваченных офицеров врага, обладающих оперативной информацией и важными сведениями.
Однажды Джек помог ефрейтору взять в плен ценного военнослужащего прямо из Глогау — старинной крепости на Одере, считавшейся важнейшим опорным пунктом гитлеровцев.